# Список позвоночных, занесённых в Красный список Германии
Список видов, занесённых в Красную книгу Германии, том первый — позвоночные (нем. Rote Liste gefärdeter Tiere, Pflanzen und Pilze Deutschlannd // Band 1: Wirbeltiere), изданный при участии Bundesamt für Naturschutz в 2009 году. В издание попал 521 вид позвоночных, в том числе: 103 млекопитающих, 280 птиц, 13 пресмыкающихся, 22 земноводных и 103 рыбы.
Названия (кроме русских), порядок и категоризация таксонов приведены по изданию. Список включает также виды категорий D — Daten unzureichend, * — Ungefährdet и ♦ — Nicht bewerted, так что фактически в списке приведены все позвоночные животные Германии.

## Млекопитающие

### Насекомоядные
- Erinaceus europaeus — Обыкновенный ёж
- Erinaceus roumanicus — Южный ёж
- Sorex alpinus — Альпийская бурозубка
- Crocidura leucodon — Белобрюхая белозубка
- Crocidura suaveolens — Малая белозубка
- Crocidura russula — Обыкновенная белозубка
- Talpa europaea — Европейский крот
- Sorex coronatus — Бурозубка Милле
- Neomys anomalus — Малая кутора
- Sorex araneus — Обыкновенная бурозубка
- Neomys fodiens — Обыкновенная кутора
- Sorex minutus — Малая бурозубка

### Рукокрылые
- Hypsugo savii — Кожановидный нетопырь
- Myotis bechsteinii — Длинноухая ночница
- Plecotus auritus — Бурый ушан
- Eptesicus serotinus — Поздний кожан
- Myotis brandtii — Ночница Брандта
- Rhinolophus ferrumequinum — Большой подковонос
- Nyctalus noctula — Рыжая вечерница
- Myotis myotys myotys — Большая ночница
- Nyctalus leisleri — Малая вечерница
- Myotis mystacinus — Усатая ночница
- Rhinolophus hipposideros — Малый подковонос
- Miniopterus schreibersii — Обыкновенный длиннокрыл
- Barbastella barbastellus — Европейская широкоушка
- Pipistrellus pygmaeus — Малый нетопырь
- Eptesicus nilssonii — Северный кожанок
- Myotis alcathoe
- Pipistrellus nathusii — Лесной нетопырь
- Myotis dasycneme — Прудовая ночница
- Myotis daubentonii — Водяная ночница
- Pipistrellus kuhlii — Средиземноморский нетопырь
- Myotis emarginatus — Трёхцветная ночница
- Vespertilio murinus — Двухцветный кожан
- Pipistrellus pipistrellus — Нетопырь-карлик

### Зайцеобразные
- Lepus europaeus — Заяц-русак
- Lepus timidus — Заяц-беляк
- Oryctolagus cuniculus — Дикий кролик

### Грызуны
- Marmota marmota — Альпийский сурок
- Apodemus alpicola — Горная полевая мышь
- Arvicola amphibius — Водяная полёвка
- Dryomys nitedula — Лесная соня
- Microtus bavaricus — Баварская полёвка
- Castor fiber — Обыкновенный бобр
- Ondatra zibethica — Ондатра
- Apodemus agrarius — Полевая мышь
- Sciurus vulgaris — Обыкновенная белка
- Microtus agrestis — Тёмная полёвка
- Spermophilus citellus — Европейский суслик
- Cricetus cricetus — Обыкновенный хомяк
- Microtus arvalis — Обыкновенная полёвка
- Eliomys quercinus — Садовая соня
- Apodemus flavicollis — Желтогорлая мышь
- Mus domesticus domesticus
- Muscardinus avellanarius — Орешниковая соня
- Rattus rattus — Чёрная крыса
- Mus domesticus helgolandicus
- Microtus subterraneus — Подземная полёвка, европейская земляная полёвка
- Myocastor coypus — Нутрия
- Mus musculus — Домовая мышь
- Myodes glareolus — Рыжая полёвка
- Chionomys nivalis — Европейская полёвка, снеговая полёвка
- Glis glis — Соня-полчок
- Tamias sibiricus — Азиатский бурундук
- Microtus oeconomus — Полёвка-экономка
- Arvicola scherman — Горная водяная крыса
- Sicista betulina — Лесная мышовка
- Apodemus sylvaticus — Европейская мышь
- Rattus norvegicus — Серая крыса
- Mus domesticus — Домовая мышь
- Micromys minutus — Мышь-малютка

### Хищные
- Martes martes — Лесная куница
- Ursus arctos — Бурый медведь
- Meles meles — Барсук
- Mustela lutreola — Европейская норка
- Lutra lutra — Выдра
- Vulpes vulpes — Обыкновенная лисица
- Mustela erminea — Горностай
- Mustela putorius — Лесной хорёк
- Halichoerus grypus — Длинномордый тюлень
- Lynx lynx — Обыкновенная рысь
- Nyctereutes procyonides — Енотовидная собака
- Mustela nivalis — Ласка
- Neovison vison — Американская норка
- Phoca vitulina vitulina — Обыкновенный тюлень (номинативный вид)
- Martes foina — Каменная куница
- Procyon lotor — Енот-полоскун
- Felis silvestris silvestris — Европейский лесной кот
- Canis lupus — Волк

### Парнокопытные
- Bos taurus — Дикий бык
- Dama dama — Лань
- Alces alces — Лось
- Rupicapra rupicapra — Серна
- Ovis aries — Овца
- Capreolus capreolus — Европейская косуля
- Cervus elaphus — Благородный олень
- Cervus nippon — Пятнистый олень
- Capra ibex — Ибекс
- Equus caballus — Домашняя лошадь
- Sus scrofa — Кабан
- Bison bonasus — Бизон

### Китообразные
- Tursiops truncatus — Афалина
- Phocoena phocoena — Морская свинья

## Птицы
Только постоянно проживающие на территории Германии, без перелётных видов.
- Psittacula eupatria — Александров кольчатый попугай
- Prunella collaris — Альпийская завирушка
- Pyrrhocorax graculus — Альпийская галка
- Lagopus muta — Тундряная куропатка
- Apus melba — Белобрюхий стриж
- Calidris alpina — Чернозобик
- Turdus merula — Чёрный дрозд
- Tetrao urogallus — Глухарь
- Haematopus ostralegus — Кулик-сорока
- Motacilla alba — Белая трясогузка
- Panurus biarmicus — Усатая синица
- Sula bassana — Северная олуша
- Falco subbuteo — Чеглок
- Anthus trivialis — Лесной конёк
- Gallinago gallinago — Бекас
- Aythya marila — Морская чернеть
- Phylloscopus bonelli — Светлобрюхая пеночка
- Anthus spinoletta — Горный конёк
- Remiz pendulinus — Обыкновенный ремез
- Merops apiaster — Золотистая щурка
- Carduelis flammea — Чечётка
- Tetrao tetrix — Тетерев-косач
- Fulica atra — Лысуха
- Luscinia svecica — Варакушка
- Parus caeruleus — Обыкновенная лазоревка
- Coracias garrulus — Сизоворонка
- Carduelis cannabina — Коноплянка
- Anthus campestris — Полевой конёк
- Tadorna tadorna — Пеганка
- Sterna sandvicensis — Пестроносая крачка
- Saxicola rubetra — Луговой чекан
- Aix sponsa — Каролинская утка
- Tringa glareola — Фифи
- Fringilla coelebs — Зяблик
- Dendrocopos major — Большой пёстрый дятел
- Phoenicopterus chilensis — Чилийский фламинго
- Coloeus monedula — Галка
- Gallinago media — Дупель
- Sylvia communis — Серая славка
- Rissa tridactyla — Обыкновенная моевка
- Picoides tridactylus — Трёхпалый дятел
- Acrocephalus arundinaceus — Дроздовидная камышовка
- Garrulus glandarius — Сойка
- Somateria mollissima — Обыкновенная гага
- Fulmarus glacialis — Глупыш
- Alcedo atthis — Обыкновенный зимородок
- Pica pica — Обыкновенная сорока
- Carduelis spinus — Чиж
- Alauda arvensis — Полевой жаворонок
- Locustella naevia — Обыкновенный сверчок
- Passer montanus — Полевой воробей
- Ptyonoprogne rupestris — Скалистая ласточка
- Loxia curvirostra — Клёст-еловик
- Pandion haliaetus — Скопа
- Phylloscopus trochilus — Пеночка-весничка
- Anas poecilorhyncha — Пестроносая кряква
- Charadrius dubius — Малый зуёк
- Sterna hirundo — Речная крачка
- Actitis hypoleucos — Перевозчик
- Gyps fulvus — Белоголовый сип
- Mergus merganser — Большой крохаль
- Certhia brachydactyla — Короткопалая пищуха
- Sylvia borin — Садовая славка
- Phoenicurus phoenicurus — Обыкновенная горихвостка
- Motacilla cinerea — Горная трясогузка
- Motacilla flava flavissima — Английская жёлтая трясогузка
- Hippolais icterina — Зелёная пересмешка
- Pyrrhula pyrrhula — Снегирь
- Serinus serinus — Канареечный вьюрок
- Emberiza citrinella — Обыкновенная овсянка
- Pluvialis apricaria — Золотистая ржанка
- Emberiza calandra — Просянка
- Anser anser — Серый гусь
- Ardea cinerea — Серая цапля
- Muscicapa striata — Серая мухоловка
- Picus canus — Седой дятел
- Amazona oratrix — Желтоголовый амазон
- Numenius arquata — Большой кроншнеп
- Otis tarda — Дрофа
- Carduelis chloris — Зеленушка
- Phylloscopus trochiloides — Зелёная пеночка
- Picus viridis — Зелёный дятел
- Accipiter gentilis — Ястреб-тетеревятник
- Strix uralensis — Длиннохвостая неясыть
- Ficedula albicollis — Мухоловка-белошейка
- Psittacula krameri — Индийский кольчатый попугай
- Tetrastes bonasia — Рябчик
- Galerida cristata — Хохлатый жаворонок
- Parus cristatus — Хохлатая синица
- Podiceps cristatus — Большая поганка
- Phoenicurus ochruros — Горихвостка-чернушка
- Passer domesticus — Домовый воробей
- Prunella modularis — Лесная завирушка
- Lullula arborea — Лесной жаворонок
- Larus fuscus — Клуша
- Cygnus olor — Лебедь-шипун
- Columba oenas — Клинтух
- Phasianus colchicus — Обыкновенный фазан
- Philomachus pugnax — Турухтан
- Branta canadensis — Канадская казарка
- Carpodacus erythrinus — Обыкновенная чечевица
- Coccothraustes coccothraustes — Обыкновенный дубонос
- Vanellus vanellus — Чибис
- Sylvia curruca — Славка-завирушка
- Sitta europaea — Обыкновенный поползень
- Porzana parva — Малый погоныш
- Dryobates minor — Малый пёстрый дятел
- Anas querquedula — Чирок-трескунок
- Parus major — Большая синица
- Netta rufina — Красноносый нырок
- Corvus corax — Ворон
- Phalacrocorax carbo — Большой баклан
- Circus cyaneus — Полевой лунь
- Grus grus — Серый журавль
- Anas crecca — Чирок-свистунок
- Phoenicopterus ruber — Красный фламинго
- Cuculus canorus — Обыкновенная кукушка
- Sterna paradisaea — Полярная крачка
- Larus ridibundus — Озёрная чайка
- Gelochelidon nilotica — Чайконосая крачка
- Anas clypeata — Широконоска
- Platalea leucorodia — Обыкновенная колпица
- Aix galericulata — Мандаринка
- Larus marinus — Морская чайка
- Tichodroma muraria — Краснокрылый стенолаз
- Apus apus — Чёрный стриж
- Buteo buteo — Обыкновенный канюк
- Delichon urbicum — Городская ласточка
- Turdus viscivorus — Деряба
- Larus michahellis — Средиземноморская чайка
- Mergus serrator — Средний крохаль
- Dendrocopos medius — Средний пёстрый дятел
- Sylvia atricapilla — Черноголовая славка
- Aythya nyroca — Белоглазый нырок
- Charadrius morinellus — Хрустан
- Luscinia megarhynchos — Западный соловей
- Nycticorax nycticorax — Обыкновенная кваква
- Rhea americana — Обыкновенный нанду
- Corvus [corone] cornix — Серая ворона
- Lanius collurio — Обыкновенный жулан
- Alopochen aegyptiaca — Нильский гусь
- Podiceps auritus — Красношейная поганка
- Hippolais polyglotta — Многоголосая пересмешка
- Emberiza hortulana — Садовая овсянка
- Fratercula arctica — Атлантический тупик
- Anas penelope — Свиязь
- Oriolus oriolus — Обыкновенная иволга
- Ardea purpurea — Рыжая цапля
- Corvus [corone] corone — Чёрная ворона
- Hydroprogne caspia — Чеграва
- Lanius excubitor — Серый сорокопут
- Hirundo rustica — Деревенская ласточка
- Aegolius funereus — Мохноногий сыч
- Perdix perdix — Серая куропатка
- Aythya fuligula — Хохлатая чернеть
- Turdus torquatus — Белозобый дрозд
- Columba palumbus — Вяхирь
- Emberiza schoeniclus — Тростниковая овсянка
- Botaurus stellaris — Большая выпь
- Locustella luscinioides — Соловьиный сверчок
- Circus aeruginosus — Болотный лунь
- Phoenicopterus roseus — Обыкновенный фламинго
- Sterna dougallii — Розовая крачка
- Tadorna ferruginea — Огарь
- Podiceps grisegena — Серощёкая поганка
- Alectoris rufa — Красная куропатка
- Erithacus rubecula — Зарянка
- Lanius senator — Красноголовый сорокопут
- Milvus milvus — Красный коршун
- Tringa totanus — Травник
- Corvus frugilegus — Грач
- Recurvirostra avosetta — Шилоклювка
- Charadrius hiaticula — Галстучник
- Aquila clanga — Большой подорлик
- Bucephala clangula — Обыкновенный гоголь
- Acrocephalus schoenobaenus — Камышовка-барсучок
- Locustella fluviatilis — Речной сверчок
- Circaetus gallicus — Змееяд
- Tyto alba — Обыкновенная сипуха
- Anas strepera — Серая утка
- Anser caerulescens — Белый гусь
- Montifringilla nivalis — Снежный вьюрок
- Aquila pomarina — Малый подорлик
- Anser cygnoides — Сухонос
- Aegithalos caudatus — Длиннохвостая синица
- Podiceps nigricollis — Черношейная поганка
- Saxicola rubicola — Черноголовый чекан
- Larus melanocephalus — Черноголовая чайка
- Milvus migrans — Чёрный коршун
- Cygnus atratus — Чёрный лебедь
- Dryocopus martius — Желна
- Lanius minor — Чернолобый сорокопут
- Ciconia nigra — Чёрный аист
- Haliaeetus albicilla — Орлан-белохвост
- Charadrius alexandrinus — Морской зуёк
- Acrocephalus paludicola — Вертлявая камышовка
- Larus argentatus — Серебристая чайка
- Turdus philomelos — Певчий дрозд
- Cygnus cygnus — Лебедь-кликун
- Regulus ignicapilla — Красноголовый королёк
- Accipiter nisus — Ястреб-перепелятник
- Sylvia nisoria — Ястребиная славка
- Glaucidium passerinum — Воробьиный сыч
- Anas acuta — Шилохвость
- Luscinia luscinia — Обыкновенный соловей
- Sturnus vulgaris — Обыкновенный скворец
- Aquila chrysaetos — Беркут
- Alectoris graeca — Европейский кеклик
- Athene noctua — Домовый сыч
- Monticola saxatilis — Пёстрый каменный дрозд
- Oenanthe oenanthe — Обыкновенная каменка
- Petronia petronia — Каменный воробей
- Arenaria interpres — Камнешарка
- Larus cachinnans — Хохотунья
- Carduelis carduelis — Черноголовый щегол
- Anas platyrhynchos — Кряква
- Columba livia forma domestica — Домашний голубь
- Anser indicus — Горный гусь
- Larus canus — Сизая чайка
- Parus palustris — Черноголовая гаичка
- Asio flammeus — Болотная сова
- Acrocephalus palustris — Болотная камышовка
- Aythya ferina — Красноголовый нырок
- Nucifraga caryocatactes — Кедровка
- Parus ater — Московка
- Gallinula chloropus — Камышница
- Acrocephalus scirpaceus — Тростниковая камышовка
- Alca torda — Гагарка
- Motacilla alba yarrellii — Английская белая трясогузка
- Ficedula hypoleuca — Мухоловка-пеструшка
- Chlidonias niger — Чёрная болотная крачка
- Burhinus oedicnemus — Авдотка
- Uria aalge — Тонкоклювая кайра
- Meleagris gallopavo — Индейка
- Porzana porzana — Погоныш
- Streptopelia decaocto — Кольчатая горлица
- Falco tinnunculus — Обыкновенная пустельга
- Streptopelia turtur — Обыкновенная горлица
- Limosa limosa — Большой веретенник
- Riparia riparia — Береговушка
- Bubo bubo — Филин
- Turdus pilaris — Рябинник
- Coturnix coturnix — Обыкновенный перепел
- Crex crex — Коростель
- Certhia familiaris — Обыкновенная пищуха
- Strix aluco — Серая неясыть
- Phylloscopus sibilatrix — Пеночка-трещотка
- Asio otus — Ушастая сова
- Geronticus eremita — Лесной ибис
- Scolopax rusticola — Вальдшнеп
- Tringa ochropus — Черныш
- Falco peregrinus — Сапсан
- Cinclus cinclus — Оляпка
- Rallus aquaticus — Водяной пастушок
- Parus montanus — Буроголовая гаичка
- Chlidonias hybrida — Белощёкая болотная крачка
- Chlidonias leucopterus — Белокрылая болотная крачка
- Dendrocopos leucotos — Белоспинный дятел
- Ciconia ciconia — Белый аист
- Branta leucopsis — Белощёкая казарка
- Jynx torquilla — Вертишейка
- Pernis apivorus — Осоед
- Upupa epops — Удод
- Anthus pratensis — Луговой конёк
- Motacilla flava — Жёлтая трясогузка
- Circus pygargus — Луговой лунь
- Regulus regulus — Желтоголовый королёк
- Emberiza cirlus — Огородная овсянка
- Troglodytes troglodytes — Крапивник
- Caprimulgus europaeus — Козодой
- Phylloscopus collybita — Пеночка-теньковка
- Emberiza cia — Горная овсянка
- Carduelis citrinella — Лимонный вьюрок
- Ixobrychus minutus — Малая выпь
- Hydrocoloeus minutus — Малая чайка
- Ficedula parva — Малая мухоловка
- Sternula albifrons — Малая крачка
- Porzana pusilla — Погоныш-крошка
- Tachybaptus ruficollis — Малая поганка
- Tetrax tetrax — Стрепет

## Пресмыкающиеся

### Черепахи
- Emys orbicularis — Европейская болотная черепаха

### Ящерицы
- Anguis fragilis — Ломкая веретеница
- Lacerta agilis — Прыткая ящерица
- Lacerta bilineata — Ящерица двуполосная
- Lacerta viridis — Зелёная ящерица
- Podarcis muralis — Ящерица стенная
- Zootoca vivipara — Живородящая ящерица

### Змеи
- Coronella austriaca — Обыкновенная медянка
- Natrix natrix — Обыкновенный уж
- Natrix tessellata — Водяной уж
- Vipera aspis — Асписовая гадюка
- Vipera berus — Обыкновенная гадюка
- Zamenis longissimus — Эскулапов полоз

## Земноводные

### Хвостатые
- Salamandra atra — Альпийская саламандра
- Salamandra salamandra — Огненная саламандра
- Triturus alpestris — Альпийский тритон
- Triturus carnifex — Серопятнистый тритон
- Triturus cristatus — Гребенчатый тритон
- Triturus helveticus — Нитеносный тритон
- Triturus vulgaris — Обыкновенный тритон

### Бесхвостые
- Alytes obstetricans — Жаба-повитуха
- Bombina bombina — Краснобрюхая жерлянка
- Bombina variegata — Желтобрюхая жерлянка
- Bufo bufo — Обыкновенная жаба
- Bufo calamita — Камышовая жаба
- Bufo viridis — Зелёная жаба
- Hyla arborea — Обыкновенная квакша
- Pelobates fuscus — Обыкновенная чесночница
- Rana arvalis — Остромордая лягушка
- Rana catesbeiana — Лягушка-бык
- Rana dalmatina — Прыткая лягушка
- Rana kl. esculenta — Съедобная лягушка
- Rana lessonae — Прудовая лягушка
- Rana ridibunda — Озёрная лягушка
- Rana temporaria — Травяная лягушка

## Пресноводныерыбыиминоги
- Abramis brama — Лещ
- Acipenser gueldenstaedtii — Русский осётр
- Acipenser oxyrinchus — Остроносый осётр
- Acipenser ruthenus — Стерлядь
- Acipenser stellatus — Севрюга
- Acipenser sturio — Атлантический осётр
- Alburnoides bipunctatus — Быстрянка
- Alburnus alburnus — Уклейка
- Alburnus mento — Черноморско-азовская шемая
- Alosa alosa — Европейская алоза
- Ameiurus melas — Чёрный сомик, Амеурус чёрный
- Ameiurus nebulosus — Американский сомик
- Aspius aspius — Жерех
- Ballerus ballerus — Синец
- Ballerus sapa — Белоглазка
- Barbatula barbatula — Усатый голец
- Barbus barbus — Обыкновенный усач
- Blicca bjoerkna — Густера
- Carassius auratus — Золотая рыбка
- Carassius carassius — Золотой карась
- Carassius gibelio — Серебряный карась
- Chondrostoma nasus — Обыкновенный подуст
- Cobitis elongatoides — Дунайская щиповка
- Cobitis taenia — Обыкновенная щиповка
- Coregonus albula — Европейская ряпушка
- Coregonus arenicolus
- Coregonus bavaricus
- Coregonus fontanae — Серебристый сиг
- Coregonus gutturosus
- Coregonus hoferi
- Coregonus holsatus — Голштинский сиг
- Coregonus lucinensis
- Coregonus macrophthalmus
- Coregonus maraena — Сиг-песочник
- Coregonus maraenoides — Чудской сиг, Сиг-марена
- Coregonus oxyrinchus — Невшательский сиг
- Coregonus renke
- Coregonus wartmanni — Западный сиг
- Coregonus widegreni — Зобатый сиг, Валаамка
- Cottus gobio — Обыкновенный подкаменщик
- Cottus microstomus — Узкоротый бычок
- Cottus perifretum — Пятнистый коричневый подкаменщик
- Cottus poecilopus — Пестроногий подкаменщик
- Cottus rhenanus
- Cyprinus carpio — Карп
- Esox lucius — Щука
- Eudontomyzon vladykovi — Минога Владыкова
- Gasterosteus aculeatus — Трёхиглая колюшка
- Gasterosteus gymnurus
- Gobio gobio — Обыкновенный пескарь
- Gobio obtusirostris — Пескарь тупоносый
- Gymnocephalus baloni — Дунайский ёрш, Чешский ёрш, Ёрш Балона
- Gymnocephalus cernua — Обыкновенный ёрш
- Gymnocephalus schraetser — Полосатый ёрш
- Hucho hucho — Сибирский таймень, Дунайский таймень, Дунайский лосось
- Huso huso — Белуга
- Lampetra fluviatilis — Речная минога
- Lampetra planeri — Европейская ручьевая минога
- Lepomis gibbosus — Солнечный окунь
- Leucaspius delineatus — Верховка
- Leuciscus idus — Язь
- Leuciscus leuciscus  — Елец
- Lota lota — Налим
- Misgurnus anguillicaudatus — Амурский вьюн
- Misgurnus fossilis — Вьюн обыкновенный
- Neogobius fluviatilis — Бычок-песочник
- Neogobius kessleri — Бычок-головач
- Neogobius melanostomus — Бычок-кругляк, черноротый бычок
- Oncorhynchus mykiss — Микижа
- Osmerus eperlanus — Европейская корюшка
- Pelecus cultratus — Чехонь
- Perca fluviatilis — Речной окунь
- Petromyzon marinus — Морская минога
- Phoxinus phoxinus — Обыкновенный гольян
- Proterorhinus semilunaris — Тупоносый бычок
- Pseudorasbora parva — Амурский чебачок
- Pungitius pungitius — Колюшка девятииглая
- Rhodeus amarus — Обыкновенный горчак
- Romanogobio belingi — Белопёрый днепровский (днестровский) пескарь
- Romanogobio uranoscopus — Длинноусый пескарь
- Romanogobio vladykovi — Дунайский белопёрый пескарь
- Rutilus meidingeri
- Rutilus rutilus — Обыкновенная плотва
- Rutilus virgo
- Sabanejewia baltica — Балтийская золотистая щиповка, Золотистая щиповка
- Salmo salar — Сёмга
- Salmo trutta — Кумжа
- Salvelinus evasus
- Salvelinus fontinalis — Американская палия
- Salvelinus monostichus
- Salvelinus profundus
- Salvelinus umbla
- Sander lucioperca — Обыкновенный судак
- Scardinius erythrophthalmus — Краснопёрка
- Silurus glanis — Обыкновенный сом
- Squalius cephalus — Голавль
- Telestes souffia — Дунайский елец
- Thymallus thymallus — Европейский хариус
- Tinca tinca — Линь
- Umbra pygmaea — Карликовая умбра, карликовая евдошка
- Vimba vimba — Рыбец
- Zingel streber — Малый чоп
- Zingel zingel — Обыкновенный чоп